# Brunswick (Nebraska)
Brunswick é uma vila localizada no estado americano de Nebraska, no Condado de Antelope.

## Demografia
Segundo o censo americano de 2000, a sua população era de 179 habitantes. 
Em 2006, foi estimada uma população de 164, um decréscimo de 15 (-8.4%).

## Geografia
De acordo com o United States Census Bureau, a localidade tem uma área de 1,5 km², sem área coberta por água.

## Localidades na vizinhança
O diagrama seguinte representa as localidades num raio de 20 km ao redor de Brunswick. 